# Leucanopsis soldina
Leucanopsis soldina är en fjärilsart som beskrevs av William Schaus 1941. Leucanopsis soldina ingår i släktet Leucanopsis och familjen björnspinnare. Inga underarter finns listade i Catalogue of Life.